# André Klopmann
André Klopmann (* 1961 in Genf) ist ein französischsprachiger Schweizer Journalist und Schriftsteller.

## Leben
André Klopmann war bis 2002 für Zeitungen und für das Westschweizer Radio und Fernsehen journalistisch tätig. Seit 2003 bekleidete er verschiedene öffentliche Amter, zuletzt (bis April 2022) als Direktor des kantonalen Amtes für Kultur und Sport. Sein schriftstellerisches Werk umfasst hauptsächlich Essays und Biografien, aber auch Romane und Erzählungen.

## Auszeichnungen
- 2001: Prix des écrivains genevois
- 2002: Prix du Quai des Orfèvres
- 2006: Prix des Arts et Lettres de France

## Werke (Auswahl)
- Paris 24ème canton. Fotos von Peter Knapp. Slatkine, Genf 1991, ISBN 2051008914
- Michel Simon. Slatkine, Genf 1993, ISBN 205100918X (Les Grands Suisses, Band 11)
- Le Corbusier. L’Homme. Slatkine, Genf 1995, ISBN 2051014302
- Citoyens du monde – Meyrin. Fotos von Nicolas Faure. Scalo, Zürich 1995, ISBN 3-931141-13-6
  - Multikultur im Vorort – Meyrin. Scalo, Zürich 1995, ISBN 3-931141-07-1
- Crève, l’écran. Roman. Fayard, Paris 2001, ISBN 2213609705
- G8 – Genève rit jaune. Slatkine, Genf 2003, ISBN 2-8321-0112-7
- Baudruches et faux derches. Roman. Slatkine, Genf 2004, ISBN 2-8321-0163-1
- La diplomatie en 120 formules. Slatkine, Genf 2007, ISBN 978-2-8321-0233-6
- Les nouveaux bistrots de Genève et 180 incontournables (mit Nicolas Burgy). Slatkine, Genf 2007, ISBN 978-2-8321-0253-4
- Le secret du maître hollandais et autres nouvelles fantastiques. Slatkine, Genf 2010, ISBN 978-2-8321-0393-7
- Mon dictionnaire de Genève. De A comme Ador à Z comme Zep. Slatkine, Genf 2011, ISBN 978-2-8321-0475-0
- Genève d’antan. Hervé Chopin, Paris 2013, ISBN 978-2357201491
- Genève à travers la carte postale ancienne. Hervé Chopin, Paris 2015, ISBN 978-2357202603
- Ces années-là. Stars des années 80. Slatkine, Genf 2016, ISBN 978-2-8321-0765-2
- L’avenir du passé. Slatkine, Genf 2017, ISBN 978-2-8321-0830-7
- L’Art d’arrondir les angles. Slatkine, Genf 2021, ISBN 978-2-8321-1045-4